# 德國聯邦統計局
聯邦統計局（德語：Statistisches Bundesamt，簡稱Destatis）是德國聯邦機構之一，屬於德國聯邦內政部。
聯邦統計局負責收集、處理、發表和分析的統計資訊，內容包括經濟、社會與環境等議題。
其目的是為社會整體提供客觀、獨立和大量的統計資料。目前約有2,780名職員在威斯巴登、波昂和柏林等地的辦公室。
聯邦統計局總部位於威斯巴登，並管理德國最大的統計文獻圖書館。統計局長在傳統上也兼任聯邦選舉監察官（Bundeswahlleiter），負責監督德國聯邦議院和歐洲議會的選舉。
柏林資訊處是聯邦統計局在德國首都的服務中心，為德國政府、聯邦機構、大使館、產業和大眾、協會及其他在柏林與布蘭登堡對官方統計資料有興趣的人士提供資訊和諮詢服務。

## 外部連結
- 德國聯邦統計局 （页面存档备份，存于）